# Prostituição em Portugal
A Prostituição em Portugal, não é uma actividade ilegal de acordo com o Código Penal. No entanto, não é permitido a um terceiro lucrar, promover encorajar ou facilitar a prostituição. Deste modo, é proibida a prostituição organizada tal como os bordéis, grupos de prostituição ou outras formas de proxenetismo.
Embora o número de homens e mulheres envolvidos nesta actividade seja difícil de estimar, em meados de 2000, o número de prostitutas rondava os 28.000, das quais cerca de 50% eram estrangeiras.

## Contexto legal
A situação legal da prostituição em Portugal sofreu várias alterações ao longo do tempo. Em 1949, foi elaborada uma dura lei (Lei nº 2036/1949 de 9 de Agosto) sobre doenças sexualmente transmissíveis (DST) impondo mais restrições àqueles que se prostituíam, e proibindo a abertura de novas casas de prostituição. As casas existentes podiam ser encerradas caso se suspeitasse que podiam ser um perigo para a saúde pública. Um estudo da época estimou que existiam 5.276 prostitutas e 485 casas, concentradas nas principais áreas urbanas, nomeadamente Lisboa, Porto, Coimbra e Évora. No entanto, aquelas prostitutas registadas representavam uma pequena percentagem do total do conjunto. Esta lei pretendia erradicar a prostituição.
Em 1954, o decreto nº 39606, de 9 de Abril, proibiu em todas as províncias ultramarinas o exercício da prostituição. Em 1963, a prostituição passou a ser ilegal também no Portugal metropolitano, via decreto-lei nº 44579 de 19 de Setembro de 1962, a partir de 1 de Janeiro de 1963. Os bordéis e outras instalações foram encerrados. Esta lei, abolicionista, punha um termo à era em que a prostituição era regulamentada, incluindo consultas médicas regulares das prostitutas. No entanto, esta lei pouco efeito prático obteve e, a partir de 1 de Janeiro de 1983, através do novo Código Penal de 1982, foi parcialmente alterada, permitindo a prostituição individual (por omissão no texto da lei), mas proibindo a sua exploração e encorajamento por terceiros. A acusação continuava a ser possível sobre as ofensas à moral e decência públicas, mas raramente isso acontecia, embora o seu cumprimento estivesse nas mãos das autoridades locais. Assim, esta situação podia ser vista como um exemplo de "tolerância". A prostituição masculina nunca foi reconhecida.
Em 1995, 1998 e 2001, foram feitas alterações à lei em particular para passar a abranger a prostituição infantil e tráfico humano. De acordo com um porta-voz do governo "a prostituição não é um crime, nem os clientes das prostitutas podem ser considerados criminosos, mas sim aqueles que as exploram e que beneficiam com as suas atividades."
Na revisão de 2005 da legislação europeia, o Parlamento Europeu classificou Portugal como "abolicionista". Isto quer dizer que nem a atividade particular, nem a pública, são proibidas nem regulamentadas, mas mesmo assim existem restrições alfandegárias controladas pela polícia. Existem zonas públicas onde as prostitutas e prostitutos não podem exercer a sua atividade, e restrições sobre onde podem trabalhar em estabelecimentos privados. Por exemplo, não se pode arrendar uma casa para o negócio da prostituição. A lei apenas se aplica, tecnicamente, a terceiros, e não a prostitutas/prostitutos, clientes ou proxenetas.
Artigo 169.º - Lenocínio:
1 - Quem, profissionalmente ou com intenção lucrativa, fomentar, favorecer ou facilitar o exercício por outra pessoa de prostituição ou a prática de actos sexuais de relevo, explorando situações de abandono ou de necessidade económica, é punido com pena de prisão de 6 meses a 5 anos.
2 - Se o agente usar de violência, ameaça grave, ardil ou manobra fraudulenta, ou se aproveitar de incapacidade psíquica da vítima, é punido com pena de prisão de 1 a 8 anos.
Várias outras atividades ligadas à prostituição são largamente condenáveis e proibidas tais como o tráfico de pessoas e prostituição infantil.

## Diferentes tipos de prostituição
Em Portugal, a actividade de prostituição é exercida de várias formas. Na prostituição de rua, a prostituta aguarda os seus clientes nas esquinas dos edifícios ou enquanto caminha ao longo da rua. A prostituição também ocorre em casas de massagens e bares. Existem, também, discotecas, hotéis e restaurantes que, de forma disfarçada e discreta, servem de bordeis. Outras formas de prostituição podem ocorrer na forma de agências de "serviço de acompanhantes", que providenciam acompanhantes masculinos ou femininos atractivos para ocasiões sociais - estes acompanhantes podem incluir serviços sexuais aos seus clientes. Habitualmente, as prostitutas e os prostitutos anunciam-se na internet, em jornais ou revistas; actuam sobretudo em grandes cidades e zonas turísticas. A prostituição pode, também, ter lugar na própria casa daqueles.
Tanto a prostituição masculina heterossexual como homossexual ocorre de modos e locais diferentes, como bares gay, discotecas e resorts. Um número significativo dos prostitutos masculinos em Portugal é estrangeiro, especialmente do Brasil e África[carece de fontes?]. O conceito de gigolô é sinónimo de prostituto masculino com cliente feminina. As grandes cidades, geralmente, têm uma zona de prostituição masculina homossexual.
A zona do Parque Eduardo VII, em Lisboa, é conhecida pela por aí existir todo o tipo de prostituição. Também o Parque Florestal de Monsanto, na periferia de Lisboa, é outro local de prostituição, habitualmente de noite.
A prostituição Transsexual e transgénero também existe, particularmente de travestis brasileiros na zona do Conde Redondo, em Lisboa, e nas avenidas centrais da capital[carece de fontes?].
Um dos meios na divulgação e expansão desta actividade em Portugal, tal como em outros países, é a internet.

## Clientes
Assim como em outros países conservadores, onde as relações sexuais femininas antes do casamento não eram bem vistas, antes dos anos 1970, era uma tradição os rapazes iniciarem a sua vida sexual com uma prostituta, sendo mesmo acompanhados pelo pai.

## História
No século XIX, a prostituição era confinada em bairros boémios tais como o Bairro Alto, Alfama e Mouraria.
A prostituição tornou-se mais visível no início da década de 1990 com a migração do Brasil e dos Países de Leste.[carece de fontes?] No entanto, esta ideia tem sido alvo de controvérsia.
Os meios de comunicação referem que cerca de metade das mulheres desta actividade são estrangeiras, especialmente do Brasil, Venezuela, Colômbia, República Dominicana, Ucrânia, Rússia, Roménia, Moldávia e Bulgária, mas também de África algumas da Ásia.
O tráfico humano, incluindo o tráfico de menores, tornou-se uma preocupação crescente para as autoridades. De acordo com o código penal português, o tráfico de mulheres é um crime punível com pena de prisão de dois a oito anos.
Embora o número de trabalhadores desta actividade seja difícil de estimar, em meados da década de 2000, o número de prostitutas rondava os 28.000, do qual cerca de 50% eram estrangeiras.
Os residentes das zonas de maior prostituição queixam-se do incremento desta actividade na sua vizinhança.

Tal como em outros países europeus, a opiniões sobre esta actividade, e sua regulamentação, dividem-se. Um representante da Comissão da Eliminação da Discriminação das Mulheres, da União Europeia, em 2002, disse que "não existe prostituição voluntária. Cerca de 90 % das prostitutas que recentemente participaram num estudo, afirmaram que gostariam de mudar de vida. Em muitos casos, o tema da prostituição não era uma escolha da mulher, mas eram pressionadas pela violência e tráfico de pessoas. Uma pesquisa etnográfica sobre prostituição de rua, de Alexandra Oliveira, da Universidade do Porto
 concluiu que a prostituição devia ser legalizada por forma a melhorar a situação das mulheres.